# Station Cheratte
Station Cheratte was een spoorweghalte langs spoorlijn 40 (Luik-Wezet) bij Cheratte, een deelgemeente van de Waalse stad Wezet. Er zijn plannen om het station in 2021 te heropenen.
0,6: Luik-Vennes·
3,1: Luik-Cornillon ·
4,9: Bressoux ·
5,9: Jupille ·
8,0: Souverain-Wandre ·
8,8: Wandre ·
10,2: Château-de-Cheratte ·
10,9: Cheratte ·
12,0: Sarolay ·
13,0: Argenteau ·
13,4: Pont d'Argenteau · 
15,1: Sauvré ·
16,5: Pont-de-Visé ·
17,7: Wezet ·
Visé Haut ·
19,8: Eijsden ·
22,3: Maarland ·
24,1: Gronsveld ·
27,1: Heer ·
27,2: Maastricht Randwyck ·
28,8: Maastricht